# Туманов, Михаил Биртвелович
Князь Михаил Биртвелович Туманов (Туманишвили) (арм. Թումանյան, груз. თუმანიშვილი, 1818, Хелтубани, Тифлисская губерния (ныне — Горийский муниципалитет) — 1875, Тифлис) — грузинский и российский поэт, переводчик и публицист.

## Биография
Представитель древнего армянского рода Туманянов, которым в 1726 году грузинский царь Теймураз II пожаловал наследственную должность царских секретарей (мдиванбегов), поместья и родовой герб.
Родился в родовом имении Хелтубани. Воспитывался в Тифлисском дворянском пансионе. Служил по судебной части и был главным деятелем по введению крестьянской реформы на Кавказе в 1864 году.
М. Б. Туманов принадлежал к грузинской литературной фамилии, из которых в XVIII веке были известны поэты Игнатий и Георгий Тумановы. Начал писать в юности в 18—20 лет, в 1836—1838 годах увлекшись поэзией Пушкина, из которого перевёл «Я помню чудное мгновенье», «Зимний вечер», «Бахчисарайский фонтан» и сцены из «Каменного гостя». Его оригинальные стихотворения отмечены меланхолией.
В конце 1850-х годов — М. Б. Туманов был одним из видных сотрудников первого грузинского журнала «Цискари» («Заря»), где помещал как поэтические произведения, так и фельетоны под названием «Листок болтуна», посвященные злободневным вопросам. М. Б. Туманов — один из первых фельетонистом в Грузии. Сотрудничал в местной русской прессе.
Избранные его стихотворения, созданные под влиянием грузинских поэтов Бараташвили и Орбелиани и несколько фельетонов изданы отдельной книжкой (Тифлис, 1881).
Похоронен в армянском Пантеоне Ходживанка (Тбилиси).
В браке с княгиней Елизаветой Ениколоповой родились сыновья Василий Михайлович, театральный деятель и публицист Константин Михайлович Тумановы.